# Laurent Dailland
Laurent Dailland (* 11. August 1956 in Nevers) ist ein französischer Kameramann.
Dailland studierte Kamera an der École Louis-Lumière in Noisy-le-Grand. Seit 1980 ist er als Kameramann tätig, bislang betreute er mehr als 40 Produktionen. 
Für die Filme Place Vendôme (1998) und Welcome (2009) wurde er jeweils für den César nominiert.

## Filmografie (Auswahl)
- 1988: Lolita ’90 (36 fillette)
- 1991: Schmutziger Engel (Sale comme un ange)
- 1996: Eine perfekte Liebe (Parfait amour!)
- 1998: Place Vendôme
- 1998: Zug des Lebens (Train de vie)
- 1999: Est-Ouest – Eine Liebe in Russland (Est-Ouest)
- 2000: Lust auf Anderes (Le Goût des autres)
- 2002: Asterix & Obelix: Mission Kleopatra (Astérix & Obélix: Mission Cléopâtre)
- 2007: Fred Vargas – Fliehe weit und schnell (Pars vite et reviens tard)
- 2007: Zimmer 401 – Rückkehr aus der Vergangenheit (La Disparue de Deauville)
- 2008: La personne aux deux personnes
- 2009: Das Konzert (Le concert)
- 2009: Welcome
- 2010: Nachtblende (L’homme qui voulait vivre sa vie)
- 2010: Spurlos (Sans laisser de traces)
- 2012: Auf den Spuren des Marsupilami (Sur la piste de Marsupilami)
- 2012: Die Köchin und der Präsident (Les saveurs du palais)
- 2015: Mama gegen Papa – Wer hier verliert, gewinnt (Papa ou Maman)
- 2016: Glücklich geschieden – Mama gegen Papa 2 (Papa ou Maman 2)
- 2016: Nichts zu verschenken (Radin!)
- 2016: Die Geschichte der Liebe (The History of Love)
- 2019: Willkommen in der Nachbarschaft (Jusqu’ici tout va bien)
- 2020: Une belle équipe
- 2020: Aline – The Voice of Love
- 2022: Spiral – Im Strom der Lügen (Le torrent)
- 2022: Tenor (Ténor)
- 2023: Jeanne du Barry
- 2023: Es sind die kleinen Dinge (Les petites victoires)
- 2024: Louise und die Schule der Freiheit (Louise Violet)